# Louis Smith
Louis Antoine Smith (Peterborough, 22 aprile 1989) è un ginnasta inglese, membro delle squadre nazionali di ginnastica artistica dell'Inghilterra e del Regno Unito.

## Palmarès
- Giochi olimpici estivi

Pechino 2008: bronzo nel cavallo con maniglie.
Londra 2012: argento nel cavallo con maniglie e bronzo nel concorso a squadre.
Rio de Janeiro 2016: argento nel cavallo con maniglie
- Mondiali

Stoccarda 2007: bronzo nel cavallo con maniglie.
Rotterdam 2010: argento nel cavallo con maniglie.
Tokyo 2011: bronzo nel cavallo con maniglie.
Glasgow 2015: argento nel concorso a squadre e nel cavallo con maniglie.
- Europei

Milano 2009: argento nel cavallo con maniglie.
Birmingham 2010: argento nel concorso a squadre e nel cavallo con maniglie.
Montpellier 2012: oro nel concorso a squadre e argento nel cavallo con maniglie.
Montpellier 2015: oro nel cavallo con maniglie.
Berna 2016: argento a squadre.
- Giochi del Commonwealth

Melbourne 2006: oro nel cavallo con maniglie e bronzo nel concorso a squadre.
Glasgow 2014: oro nel concorso a squadre e bronzo nel cavallo con maniglie.